# Pristimantis leucorrhinus
Pristimantis leucorrhinus là một loài động vật lưỡng cư trong họ Strabomantidae, thuộc bộ Anura. Loài này được Boano, Mazzotti, & Sindaco mô tả khoa học đầu tiên năm 2008.